# Bécouéfin
Bécouéfin  est un village situé au sud-est de la Côte d'Ivoire, dans la Région de la Mé. La localité de Bécouéfin est chef-lieu de sous-préfecture . La localité attend son erection effective en commune

## Population
Les populations autochtones sont les Akyes et les allochtones Dioula, Abron, Baoulé, Agni qui y vivent en parfaite harmonie avec eux. C'est une population jeune et accueillante.
Bécouéfin a une population estimée à plus de 25 000 âmes.

## Santé
Le conseil Café Cacao offre[Quand ?] une ambulance neuve au centre de santé de Bécouéfin[réf. souhaitée].

## Religion
Paroisse Saint Antoine de Padoué de Bécouéfin, BP 4 Akoupé.

## Situation sécuritaire
Absence de brigarde de gendarmerie et de poste de commissariat.

## Production agricole
- Café, Cacao, Palmier à huile, Bois, Banane plantain, Manioc, Taro, Tomate, Aubergine, Avocat, Mangue, Hévéa.